# Злогоње
Злогоње је насељено место у саставу града Лепоглаве у Вараждинској жупанији, Хрватска. До територијалне реорганизације у Хрватској налазило се у саставу старе општине Иванец.

## Становништво
На попису становништва 2011. године, Злогоње је имало 412 становника.

## Попис1991.
На попису становништва 1991. године, насељено место Злогоње је имало 503 становника, следећег националног састава:
| Попис 1991.‍ | Попис 1991.‍ | Попис 1991.‍ | Попис 1991.‍ | Попис 1991.‍ |
| ----------- | ----------- | ----------- | ----------- | ----------- |
|             |             |             |             |             |
| Хрвати      | Хрвати      |             | 495         | 98,40%      |
| Словенци    | Словенци    |             | 8           | 1,59%       |
| укупно: 503 |             |             |             |             |